# Dezember 2007
Portal Geschichte | Portal Biografien | Aktuelle Ereignisse | Jahreskalender | Tagesartikel

◄ |
20. Jahrhundert |
21. Jahrhundert

◄ |
1970er |
1980er |
1990er |
2000er
| 2010er | 2020er | 2030er | ►

◄ |
2003 |
2004 |
2005 |
2006 |
2007
| 2008 | 2009 | 2010 | 2011 | ►

◄ |
September 2007 |
Oktober 2007 |
November 2007 |
Dezember 2007 |
Januar 2008 |
Februar 2008 |
März 2008 |
►
Dieser Artikel behandelt tagesbezogene Nachrichten und Ereignisse im Dezember 2007.

## Tagesgeschehen

### Samstag, 1. Dezember 2007
- Berlin/Deutschland: Bei der 20. Verleihung des Europäischen Filmpreises triumphiert in den Kategorien „Film“ und „Regie“ Cristian Mungius Drama 4 Monate, 3 Wochen und 2 Tage. Weitere Preise gehen u. a. an Regisseur und Drehbuchautor Fatih Akin für das Werk Auf der anderen Seite sowie an den Kameramann Frank Griebe und an den Szenenbildner Uli Hanisch für ihre Arbeiten in dem Werk Das Parfum – Die Geschichte eines Mörders des Regisseurs Tom Tykwer.[1]

### Sonntag, 2. Dezember 2007
- Moskau/Russland: Bei der Parlamentswahl erlangt die Partei Einiges Russland, für die der Präsident Russlands Wladimir Putin als Spitzenkandidat antritt, 64,3 % der Stimmen. Putin erklärte zuvor, er wolle Ministerpräsident werden, sobald er einen „anständigen Menschen“ für seine Nachfolge im Präsidentenamt gefunden habe. Noch ist die Personalie der zukünftigen Besetzung des Präsidentenamts unklar, die Vereidigung des Präsidenten erfolgte bisher stets in einem Mai.[2]

### Montag, 3. Dezember 2007
- Hannover/Deutschland: Auf dem 21. Parteitag der CDU beschließen die Delegierten ein neues Grundsatzprogramm. In dessen Präambel wird festgestellt, dass die CDU die „Volkspartei der Mitte“ sei. Im Programm wird die Bundesrepublik als so genanntes „Integrationsland“ bezeichnet. Führende Medien interpretieren dieses Wort als Absichtserklärung der Partei, Einwanderung stärker zu fördern.[3][4]

### Dienstag, 4. Dezember 2007
- Jawalaa/Irak: Bei einem Selbstmordattentat vor einer Polizeistation nordöstlich von Bagdad sterben sieben Menschen. 25 weitere Personen werden verletzt.[5]
- Wellington/Neuseeland: Trotz großer geographischer Entfernung ratifiziert das Land, wie fünf Jahre zuvor Australien, das Übereinkommen über die Anerkennung von Qualifikationen im Hochschulbereich in der europäischen Region, mit der Hochschulreifezeugnisse und Hochschulabschlüsse von allen Vertragsstaaten gegenseitig anerkannt werden.[6]

### Mittwoch, 5. Dezember 2007
- Niederfinow/Deutschland: Die Bundesingenieurkammer vergibt erstmals den Titel „Historisches Wahrzeichen der Ingenieurbaukunst in Deutschland“. Das erste ausgezeichnete Bauwerk ist das 1934 in Betrieb gegangene Schiffshebewerk Niederfinow.[7]
- Riga/Lettland: Nach Demonstrationen und Protesten gibt der lettische Ministerpräsident Aigars Kalvītis sein Amt ab.[8]

### Donnerstag, 6. Dezember 2007

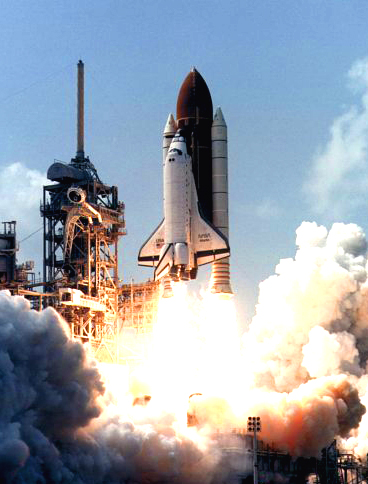
Atlantis

- Cape Canaveral/Vereinigte Staaten: Der geplante Start des US-Space Shuttles Atlantis zur Mission STS-122 wird wegen Problemen am Treibstofftank der Raumfähre erst auf Freitag, später auf Sonntag und schließlich auf den 2. Januar 2008 verschoben. Ziel der Mission ist es, das Raumlabor Columbus der Europäischen Weltraumorganisation zur Internationalen Raumstation zu bringen.[9]

### Freitag, 7. Dezember 2007
- Stockholm/Schweden: Percy Schmeiser erhält als einer der diesjährigen Preisträger den Right Livelihood Award („Alternativer Nobelpreis“). Die Organisation ehrt damit seinen jahrelangen Widerstand gegen die Geschäftspraktiken des Saatgutherstellers Monsanto.[10]
- Wiesbaden/Deutschland: „Klimakatastrophe“ als Bezeichnung für die Folgen der globalen Erwärmung lautet für die Gesellschaft für deutsche Sprache das Wort des Jahres in Deutschland.[11]

### Samstag, 8. Dezember 2007
- Lissabon/Portugal: In der portugiesischen Hauptstadt findet nach sieben Jahren wieder ein Treffen von Führern aus Afrika und der Europäischen Union statt. Neben dem Thema Menschenrechte stehen auch Fragen von Handel, Umwelt, Einwanderung und Sicherheit auf der Agenda. Der britische Premierminister Gordon Brown bleibt dem Treffen aus Protest an der Teilnahme des Präsidenten von Simbabwe Robert Mugabe fern, dem die Einreise in die EU nicht erlaubt ist. Aktivisten rufen am Rande der Veranstaltung auf, auch die Krise im sudanesischen Darfur mehr Beachtung zu schenken. Die Organisation Reporter ohne Grenzen hatte schon im Vorfeld dazu aufgerufen, Eritreas Präsidenten Isayas Afewerki wegen Menschenrechtsverletzungen in dem afrikanischen Land zur Persona non grata zu erklären.[12][13]

### Sonntag, 9. Dezember 2007
- Atlantik, Mittelmeer: Bei mehreren Schiffsunglücken zwischen Afrika und den zu Spanien gehörenden Kanarischen Inseln sowie zwischen der Türkei und Kontinentaleuropa sterben nach Angaben der Nachrichtenportals tagesschau.de fast 150 afrikanische Migranten beim Versuch der Zuwanderung nach Europa.[14]
- Oruro, Sucre/Bolivien: Die Mitglieder der Verfassungsgebenden Versammlung verabschieden nach einer fünfzehnstündigen Sitzung unter militärischem Schutz die neue Verfassung Boliviens. Mitglieder der oppositionellen Partei Poder Democrático Social verzichten auf Teilnahme an der Abstimmung. Viele Bewohner und Sympathisanten der Stadt Sucre protestieren gegen die Verfassung, da Sucre seinen Status als Hauptstadt und Regierungssitz nicht zurückerhält.[15]

### Montag, 10. Dezember 2007
- Berlin/Deutschland: Nach einer Studie des Bundesamts für Strahlenschutz steigt die Häufigkeit von Krebs bei Kleinkindern in der Nähe eines Atomkraftwerkes.[16]
- Buenos Aires/Argentinien: Cristina Fernández de Kirchner übernimmt das Amt des argentinischen Präsidenten.
- Leipzig/Deutschland: Um 3.40 Uhr erreicht die Tunnelbohrmaschine Leonie im Bauvorhaben City-Tunnel Leipzig mit dem Durchbruch zur Station „Markt“ ein weiteres Etappenziel.
- Moskau/Russland: Die Regierungsparteien schlagen den stellvertretenden Ministerpräsidenten von Russland Dmitri Medwedew von der Partei Einiges Russland als Nachfolger von Wladimir Putin im Amt des Präsidenten vor. Medwedews offizielle Kandidatur sowie seine glückliche Amtseinführung gelten angesichts der bisher beobachtbaren Abläufe in der russischen Politik als Formsache.[17]

### Dienstag, 11. Dezember 2007
- Algier/Algerien: Bei der Explosion zweier Sprengsätze sterben mindestens 40 Menschen, unter ihnen Mitarbeiter der Vereinten Nationen. Mehr als 170 weitere Personen werden verletzt. Zu den Anschlägen bekennt sich die Terrororganisation al-Qaida.[18]

### Mittwoch, 12. Dezember 2007
- Bern/Schweiz: Bei der Wahl der Minister (Bundesratswahlen) findet der bisherige Bundesrat für Justiz und bekannte SVP-Politiker Christoph Blocher keine Mehrheit im Parlament. Er unterliegt im 2. Wahlgang mit 115:125 Stimmen seiner Parteigenossin Eveline Widmer-Schlumpf entgegen dem Vorschlag der SVP-Abgeordneten. Die SVP-Fraktion droht, dass die im Oktober zugewinnende SVP künftig Oppositionspolitik betreiben und die zwei SVP-Minister nicht unterstützen werde. Trotz hohem Druck nimmt Widmer-Schlumpf, die nicht als Kandidatin aufgestellt war, ihre Wahl am 13. Dezember an. Die Abwahl Blochers gilt als Reaktion auf seinen ausländerfeindlichen Wahlkampf.
- Colorado Springs/Vereinigte Staaten: Bei einem Amoklauf in der New Life Church werden fünf Menschen getötet.[19][20]
- Straßburg/Frankreich: Die Präsidenten des Parlaments, der Kommission und des Rats der Europäischen Union (EU) unterzeichnen eine Charta der Grundrechte, die festlegt, welche „EU-Grundrechte“ die Mitgliedstaaten der Union ihren Staatsangehörigen gewähren müssen. Sie soll in naher Zukunft rechtsverbindliche Kraft erhalten. Im Dezember 2000 proklamierte die EU schon einmal eine „Charta der Grundrechte“.[21][22]

### Donnerstag, 13. Dezember 2007
- Trenton/Vereinigte Staaten: New Jersey schafft als 14. US-Bundesstaat die Todesstrafe ab. Damit wird zum ersten Mal seit 40 Jahren die Todesstrafe aus der Verfassung eines Bundesstaats gestrichen.[23]

### Freitag, 14. Dezember 2007
- Antalya/Türkei: Nach der Entlassung aus der acht Monate währenden Untersuchungshaft reist der Deutsche Marco Weiss zurück zu seiner Familie nach Deutschland.[24]
- Bali/Indonesien: Die Vereinigten Staaten behindern strengere Vorgaben für einen verbesserten Klimaschutz.[25]
- London/Vereinigtes Königreich: Als Folge der Hypothekenkrise erklärt sich die britische Regierung zur Verstaatlichung der Investmentbank Northern Rock bereit, um deren Konkurs zu verhindern.[26][27]
- Washington, D.C./Vereinigte Staaten: Die Vereinigten Staaten verabschieden ein Gesetz, wonach die Automobilindustrie verpflichtet wird, den Durchschnittsverbrauch ihrer Fahrzeuge auf umgerechnet etwa 6,7 l auf 100 Kilometer zu senken.

### Samstag, 15. Dezember 2007
- Düsseldorf/Deutschland: Mehrere tausend Menschen demonstrieren für Frieden im Grenzgebiet der Länder Irak, Iran und Türkei. Sie sind mehrheitlich Kurden und fordern die Freilassung des in der Türkei inhaftierten Anführers der Terroristischen Vereinigung PKK Abdullah Öcalan. Wegen Verstößen gegen das Versammlungsrecht nimmt die Polizei einzelne Teilnehmer in Gewahrsam.[28]
- Islamabad/Pakistan: Der sechswöchige Ausnahmezustand endet.[29]

### Sonntag, 16. Dezember 2007
- Erbil/Irak: Mehrzweckkampfflugzeuge vom Typ F 16 der Türkischen Luftstreitkräfte bombardieren Stellungen der Freischärler der kurdischen Partei PKK im Norden des Irak. Bei den Zielen handelt es sich nach türkischen Angaben um das Hauptquartier des militanten Teils dieser Organisation.[30]
- Yokohama/Japan: Der AC Milan aus Italien gewinnt mit einem 4:2-Finalsieg gegen den argentinischen Club Atleticó Boca Juniors aus Buenos Aires die Klub-Weltmeisterschaft im Fußball.[31]

### Dienstag, 18. Dezember 2007

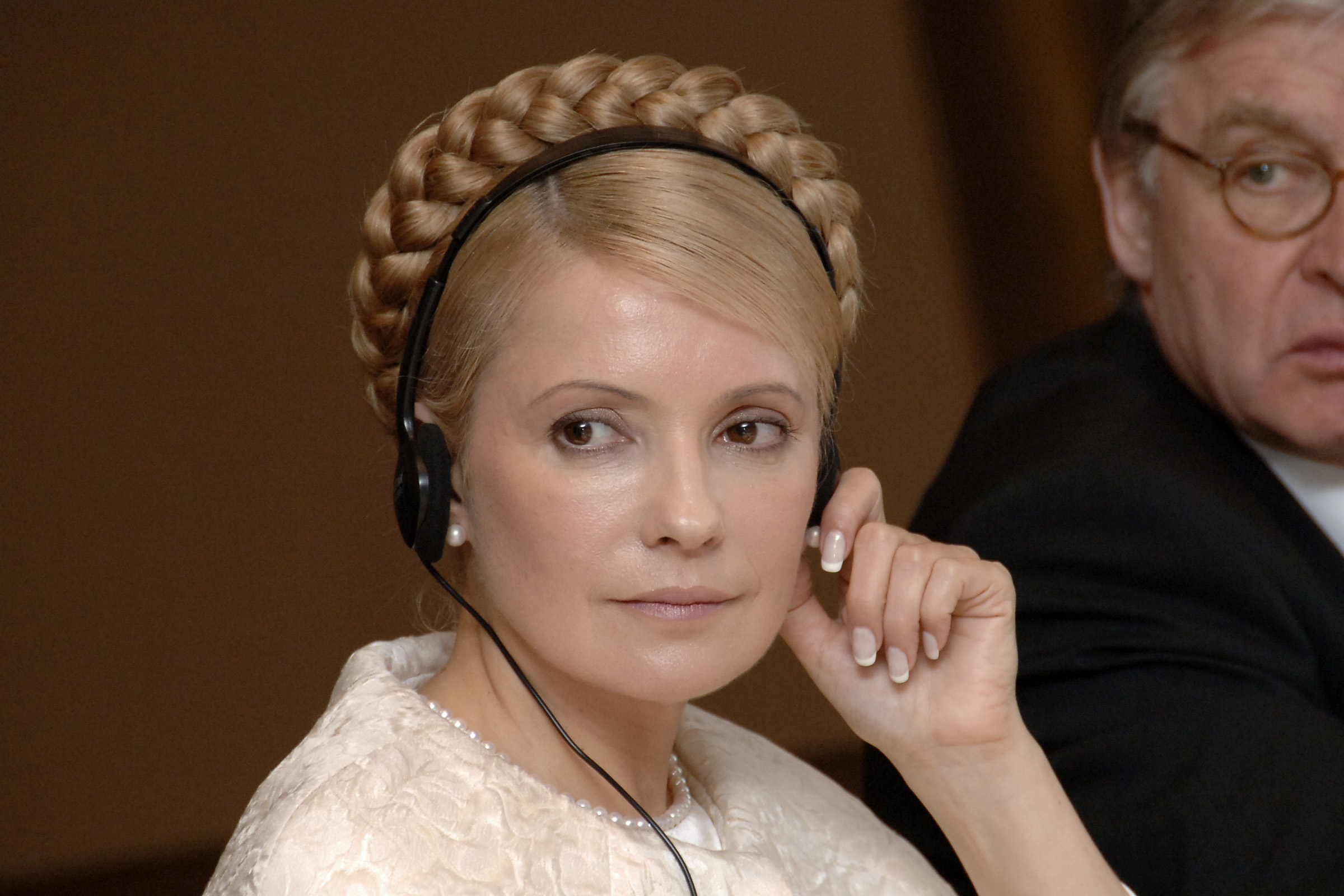
Julija Tymoschenko

- Kiew/Ukraine: Mehr als zwei Monate nach der vorgezogenen Parlamentswahl wählt das Parlament die einstige Ministerpräsidentin Julija Tymoschenko  vom Blok Juliji Tymoschenko erneut zur Ministerpräsidentin. Sie vertritt einen Kurs der Annäherung an die Europäische Union. Diesen Kurs lehnen die ethnischen Russen unter den ukrainischen Staatsbürgern fast geschlossen ab, während die ethnischen Ukrainer ihn mit großer Mehrheit unterstützen.[32]

### Mittwoch, 19. Dezember 2007

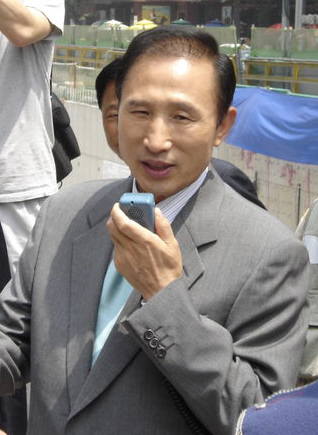
Lee Myung Bak

- Seoul/Südkorea: Mit 48,6 % der Stimmen gewinnt Lee Myung-bak die südkoreanische Präsidentschaftswahl 2007.
- Yaren/Nauru: Das nauruische Parlament spricht Präsident Ludwig Scotty das Misstrauen aus und setzt ihn mit 10 zu 7 Stimmen ab. Neuer Präsident und gleichzeitig Regierungschef und Staatsoberhaupt wird der frühere Gewichtheber Marcus Stephen, der noch am gleichen Tag im Amt vereidigt und wird und sein neues Kabinett ernennt.[33]

### Donnerstag, 20. Dezember 2007
- Berlin/Deutschland: Der Bundesrat gedenkt den Opfern unter den Sinti und Roma in der deutschen Geschichte und erstmals auch der Angehörigen der eigenständigen Gruppen der Jenischen und anderer Fahrender.[34]
- St. Gallen/Schweiz: Der Dachstock der St. Leonhardskirche wird durch ein Feuer zerstört.

### Freitag, 21. Dezember 2007
- Brüssel/Belgien: Estland, Lettland, Litauen, Malta, Polen, die Slowakei, Slowenien, Tschechien und Ungarn werden Mitglieder des Schengen-Raums. Für den Luftverkehr gilt dies erst drei Monate später.
- Charsadda/Pakistan: Bei einem Selbstmordanschlag in einer Moschee sterben mindestens 50 Menschen[35]

### Samstag, 22. Dezember 2007
- Baden-Baden/Deutschland: Zum 61. Mal finden die Wahlen zum Sportler des Jahres, Sportlerin des Jahres und Mannschaft des Jahres statt. Die Preisträger sind der Turner Fabian Hambüchen, die Biathletin Magdalena Neuner und die Handball-Herren-Nationalmannschaft.

### Sonntag, 23. Dezember 2007
- Bangkok/Thailand: 15 Monate nach dem Militärputsch gewinnt die Phak Palang Prachachon die Parlamentswahlen.[36]
- Gandhinagar/Indien: Die Bharatiya Janata Party des Chief Ministers Narendra Modi gewinnt mit zwei Dritteln der Sitze die Parlamentswahlen im Bundesstaat Gujarat.[37]
- Taschkent/Usbekistan: Bei den Präsidentschaftswahlen erhält Amtsinhaber Islom Karimov 88,1 % der Stimmen.[38]

### Montag, 24. Dezember 2007
- Kathmandu/Nepal: Die monarchistische Regierung unter König Gyanendra einigt sich mit der Kommunistischen Partei Nepals über die Abschaffung der Monarchie und die Ausrufung einer Republik im Frühjahr 2008.[39]

### Dienstag, 25. Dezember 2007
- Lagos/Nigeria: Bei der Explosion einer Öl-Pipeline sterben mindestens 43 Menschen.[40]

### Mittwoch, 26. Dezember 2007
- Java/Indonesien: Bei Erdrutschen kommen etwa 130 Menschen um ihr Leben.[41]

### Donnerstag, 27. Dezember 2007

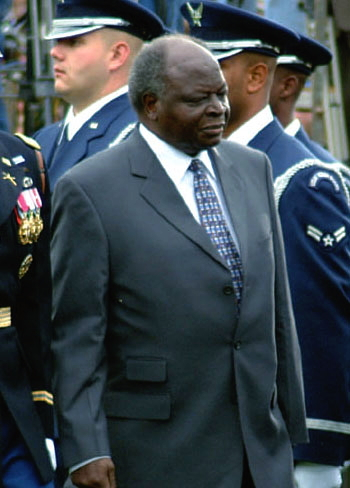
Mwai Kibaki

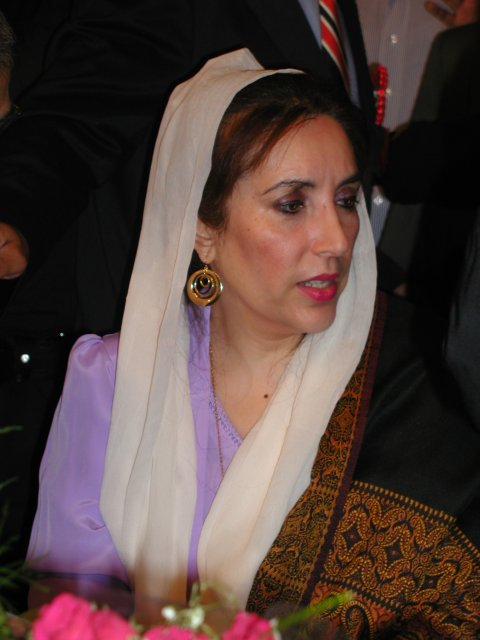
Benazir Bhutto

- Nairobi/Kenia: Bei den Parlaments- und Präsidentschaftswahlen wird ein Kopf-an-Kopf-Rennen zwischen Präsident Mwai Kibaki und seinem Herausforderer Raila Odinga erwartet.
- Rawalpindi/Pakistan: Die Oppositionsführerin und ehemalige Premierministerin Benazir Bhutto stirbt bei einem Selbstmordanschlag auf einer Wahlkampfveranstaltung. Neben ihr kommen mindestens 20 weitere Menschen ums Leben, ebenso viele werden verletzt. Infolgedessen kommt es landesweit zu Ausschreitungen.[42]

### Sonntag, 30. Dezember 2007
- Nairobi/Kenia: Der amtierende Präsident Mwai Kibaki wird mit etwa 230.000 Stimmen Vorsprung auf seinen Herausforderer Raila Odinga zum Wahlsieger der Präsidentschaftswahlen erklärt. Seit Tagen kommt es zu Zusammenstößen zwischen Angehörigen der Ethnie Kikuyu und der Ethnie Luo, bei denen bisher mindestens 13 Menschen starben.[43]

### Montag, 31. Dezember 2007
- Darfur/Sudan: Im Westen des Sudan startet eine hybride Mission der Afrikanischen Union und der Vereinten Nationen (UNAMID), die die Zivilbevölkerung im Darfur-Konflikt vor Angriffen schützen soll. Die Mission UNAMID löst die Mission der Afrikanischen Union in Sudan ab, in deren Verlauf sich keine Entspannung der Situation einstellte.[44]
- Thimphu/Bhutan: Erstmals in der Geschichte des Landes finden freie Oberhauswahlen statt. Für die 15 zu vergebenen Sitze treten mehr als 40 Kandidaten an.[45]

## Weblinks

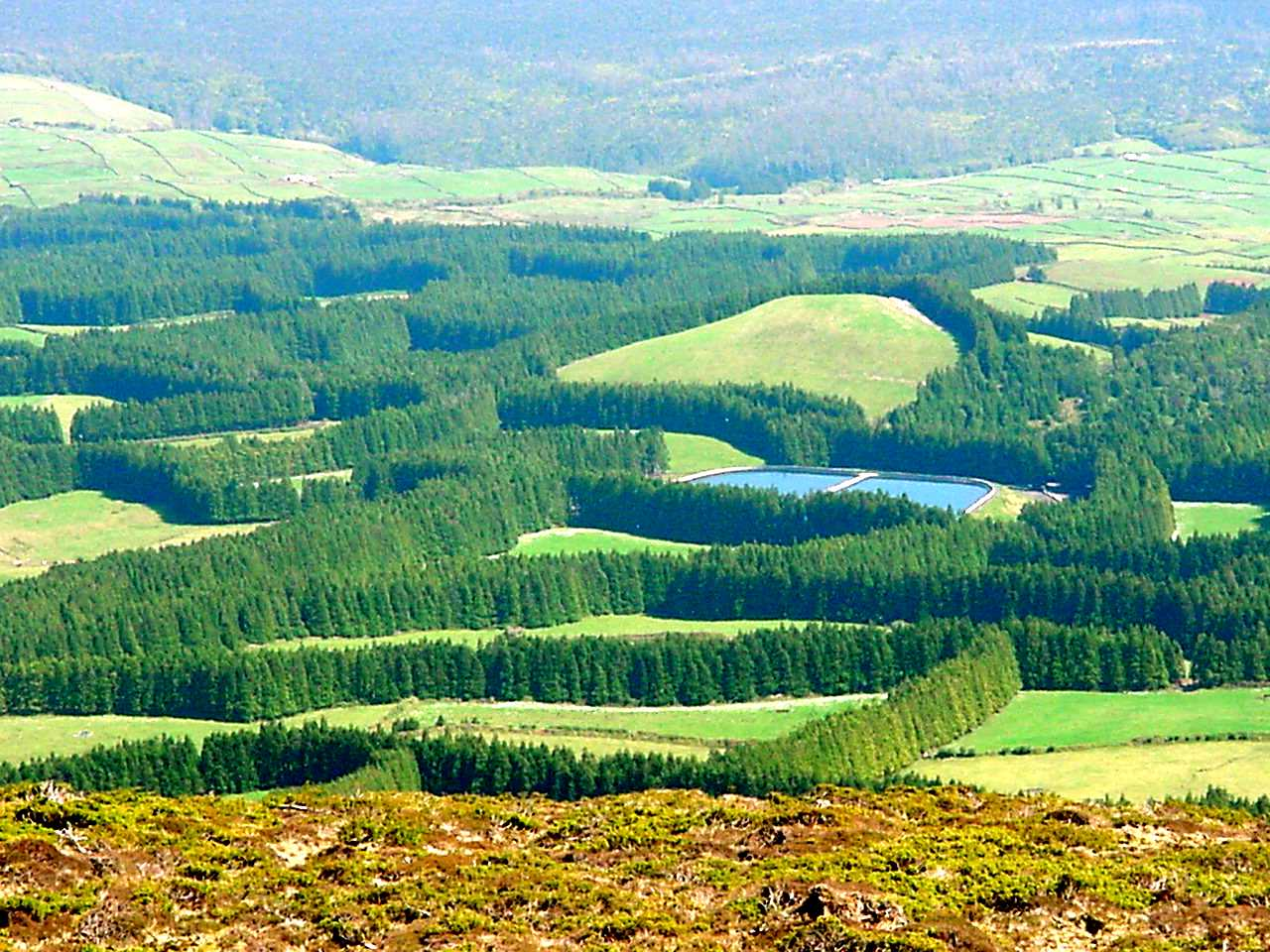
Portugal im Dezember 2007